# شاعر
شاعر (اسم فاعِل و از مشتقات شعر) سُراینده، چکامه‌سرا، چامه‌سرا، یا سَرواده گو به کسی گفته می‌شود که قدرت سرودن اشعار و به نظم کشیدن مطالب را بر مبنای فنونِ ادبی داشته باشد. 

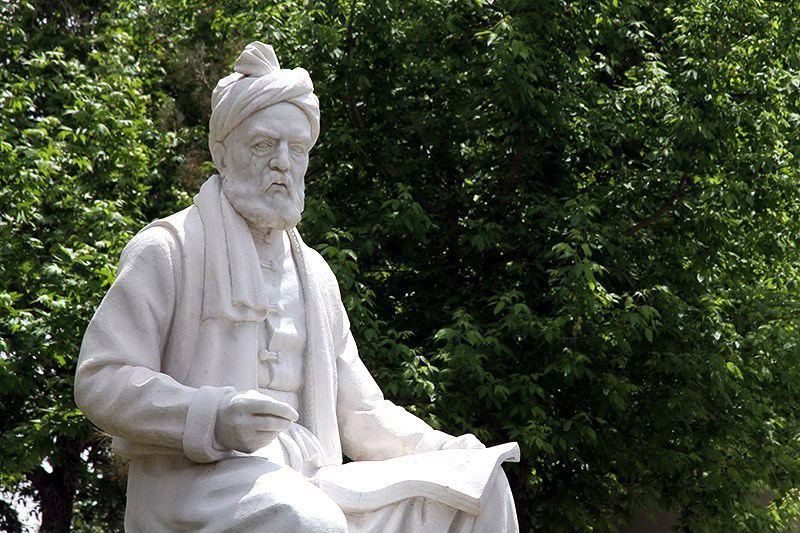
ابوالقاسم فردوسی طوسی، حکیم سخن پارسی

## تعریف شعر و شاعر
مقصود از شعر در علم منطق، سخنی است که نوعاً از قضایای مُخیّلات تشکیل شده باشد و به‌منظور تأثیرگذاری بر دیگران از طریق عاطفه و تحریک احساسات، ادا شود. هدف شاعر این است که در پرتو خیال‌پردازی و صورت‌گری لفظی، مخاطب خود را تحت تأثیر عاطفی قرار دهد و مطابق میل گوینده شعر، پذیرای خواسته‌های خود گرداند. از آنجا که بیان کردن قضایای مخیّله همراه با وزن و قافیه، بهتر در روحیه مخاطبان تأثیر می‌گذارد و احساسات و عواطف آنان را تحریک می‌نماید، بنابراین بسیاری از دانشمندان علم منطق، وزن و قافیه را هم به‌عنوان عوامل اساسی و مؤثّر در تدوین شعر، قلمداد نموده‌اند و مراعات آن را به شاعران توصیه کرده‌اند.

## نقش شاعران در تاریخ

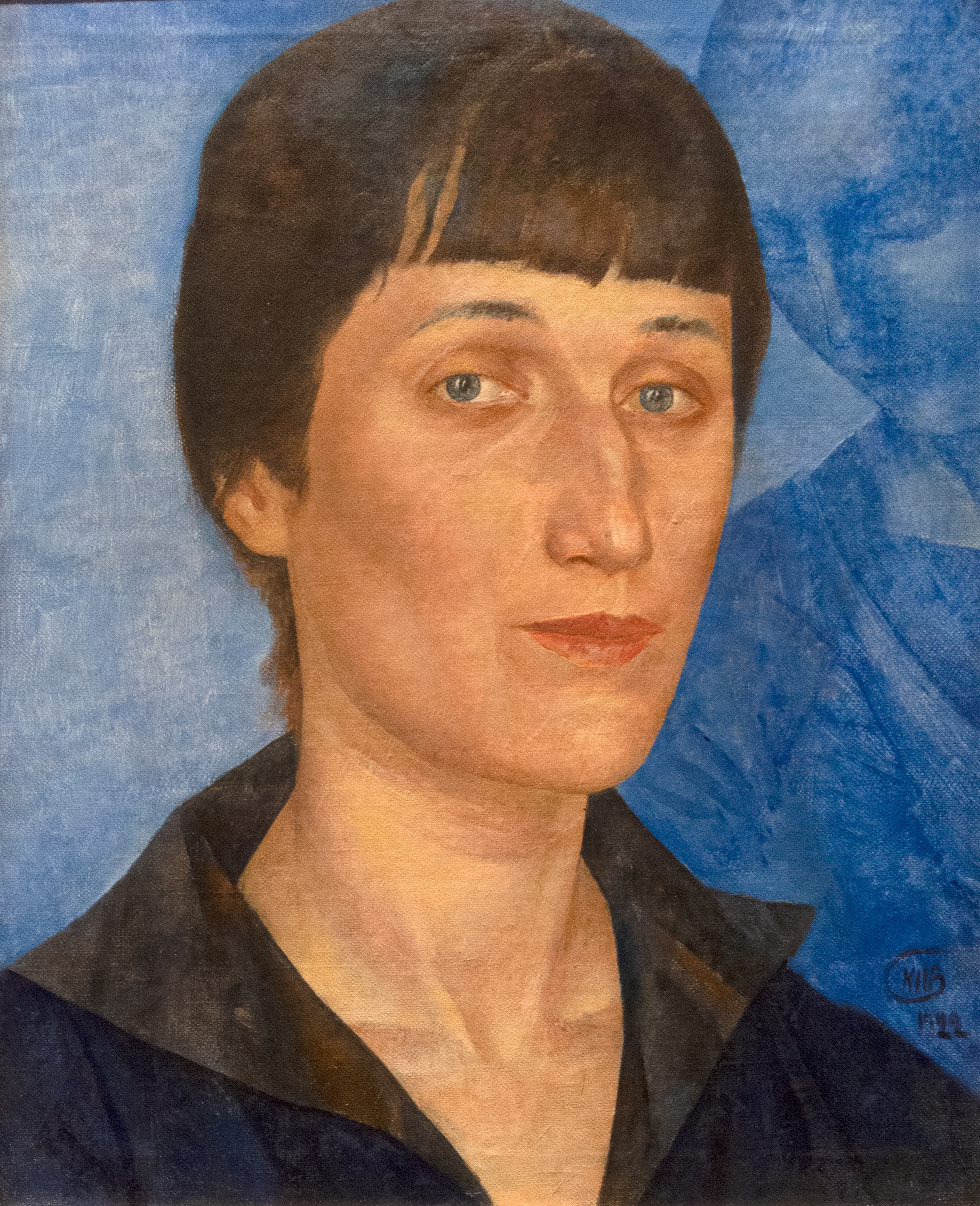
آنا آخماتووا از مهم‌ترین شاعران روسیه در قرن بیستم

بسیاری از شاعران و سرایندگان در طول تاریخ، نقش مهم و کلیدی را در تحریک احساسات و عواطف فرمانروایان و عموم مردم در راستای خواسته‌های خود ایفا کرده‌اند. به عنوان نمونه، شعر معروف رودکی را مثال می‌آوریم که باعث شد پادشاه معاصرش برای سفر به سوی بخارا مصمم گردد:
| ای بخارا شاد باش و دیر زی  |  | شاه زی تو میهمان آید همی |
| شاه سرو است و بخارا بوستان |  | سرو سوی بوستان آید همی   |
| شاه ماه است و بخارا آسمان  |  | ماه سوی آسمان آید همید   |

همچنین سرودن شعرهای حماسی توسط برخی از شاعران در میدان‌های نبرد، چه بسا لشکری شکست‌خورده و فراری را مجدداً منسجم ساخته و با دمیدن روح امید از طریق تحریک عاطفه و احساسات سربازان و فرماندهان، دوباره آن لشکر را به صحنه جنگ بازگردانده و پیروزی‌ها آفریده است، مثل برخی از شعرهای حماسی فردوسی:
| چو فردا بر آید بلند آفتاب |  | من و گرز و میدان و افراسیاب |

## سبک‌های شعر
هر شاعر معمولاً سبک ویژه‌ای در شعر گفتن دارد. معروف‌ترین انواع سرودن شعر در نزد شاعران فارسی‌زبان، عبارتند از: شعر کلاسیک فارسی، شعر نیمایی و شعر سپید.